# Hypocrita chalybea
Hypocrita chalybea là một loài bướm đêm thuộc phân họ Arctiinae, họ Erebidae.